# Frauengeschichte im Aargau zwischen Helvetik und Bundesstaat (1798–1848)
Die Frauengeschichte im Aargau zwischen Helvetik und Bundesstaat beschreibt rechtliche, soziale und wirtschaftliche Entwicklungen für Frauen im heutigen Kanton Aargau in der Zeit von 1798 bis 1848. Trotz der Verankerung von Freiheit und Gleichheit in der helvetischen Verfassung blieben Frauen ständisch abhängige Untertaninnen ohne politische Rechte und privatrechtliche Handlungsfreiheit: Ledige und geschiedene Frauen sowie Witwen konnten im Aargau bis 1877 nur unter Mitwirkung eines Vormunds über ihr Vermögen verfügen, vor Gericht auftreten oder Kredite aufnehmen. Verheiratete Frauen waren noch bis zur Revision des Eherechts in der Schweiz 1988 in rechtlichen und finanziellen Angelegenheiten an die Zustimmung ihres Ehemannes gebunden, also bevormundet und nur beschränkt handlungsfähig. Frauen waren in finanzieller Hinsicht von der Strukturkrise, die durch die beginnende Industrialisierung ausgelöst wurde, stärker betroffen als Männer. Mädchenbildung war anfangs nur in privaten Instituten möglich. Erst am Ende des 19. Jahrhunderts hatten Frauen den Zugang zu Bezirksschulen, öffentlichen Gymnasien und Hochschulen erreicht.

## Rechtsstellung von Frauen

### Geschlechtsvormundschaft

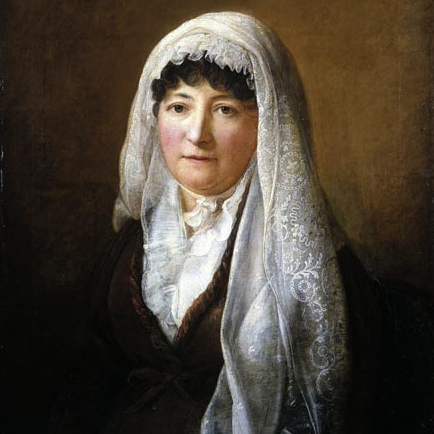
Selbst adelige Witwen wie Franziska Romana von Hallwil (1804) standen unter Geschlechtsvormundschaft

Mit der Verankerung von Freiheit und Gleichheit in der helvetischen Verfassung wurden Männer zu Staatsbürgern, indem sie als einzelne Individuen Mitglieder des demokratischen Staates wurden. Frauen jedoch blieben ständisch abhängige Untertaninnen ohne politische Rechte und privatrechtliche Handlungsfreiheit. Sie wurden immer noch über ihre Rolle in der Familie definiert und waren nur durch ihre männlichen Verwandten Eidgenossinnen.
Die Rechtslage im Berner Aargau hatte ihre Ursprünge in der Munt des Mittelalters und war zum Beispiel im Aarauer Stadtrecht von 1572 enthalten. Die Helvetische Revolution brachte ein liberaleres Recht mit sich: Männer erhielten erstmals individuelle Rechte und wurden von der väterlich-familiären Vormundschaft befreit, die Frauen aber oft nicht. Von der Liberalisierung, die die Helvetik mit sich gebracht hatte, war also die Situation der Frauen ausgenommen. Darauf hatte die Berner Gerichtssatzung von 1761 grossen Einfluss. Es hiess darin: «Denne die Witwen, und andere ledige Weibspersonen, sollen einen recht geordneten Vogt haben.» Die Bestimmung des Vormunds erfolgte bei Witwen manchmal im Testament des Ehemannes, sonst durch die männlichen Mitglieder der Familie. Dieser konnte ein Verwandter oder aber ein anderer Mann sein, den die Frau oder die Behörden vorgeschlagen hatten. Das Allgemeine Bürgerliche Gesetzbuch von 1826 sah vor, dass Witwen, ledige und geschiedene Frauen nicht ohne Unterschrift ihres männlichen Beistandes über ihr Vermögen verfügen konnten. Zwar konnte ein Vormund ohne Rücksprache mit den Verwandten oder dem Waisengericht keine Grundstücke verkaufen oder kaufen, doch die Frau, die ja die Eigentümerin war, musste nicht gefragt werden. So sollten Frauen am Verbrauchen ihres Vermögens gehindert werden, damit dieses unter männlicher Kontrolle zusammengehalten werden konnte.
Zwar durften die Frauen ihren Besitz verwalten, doch mussten sie ein Vermögensverzeichnis erstellen lassen. Auf dieser Basis hatte der Beistand zu überwachen, dass der Besitz nicht gemindert wurde. Ohne seine Genehmigung durfte die Frau keine Kredite aufnehmen, keine Erbschaft annehmen oder ausschlagen, keine Liegenschaft kaufen und auch sonst keinerlei Verträge unterschreiben. Sie durfte weder als Klägerin noch als Beklagte vor Gericht erscheinen und keinen aussergerichtlichen Vergleich abschliessen. Wenn eine Frau ein Geschäft betreiben wollte, so brauchte sie hierfür eine Bewilligung, die die Waisenbehörde «unter angemessener Vorsicht» erteilen konnte. Nicht einmal über ihren Lohn konnte die Frau verfügen.
Selbst adelige Frauen wie Franziska Romana von Hallwil waren betroffen, wenn sie Witwen wurden. Obwohl Oberherrin des Schlosses Hallwil und der Besitztümer, war sie nicht unterschriftsberechtigt. Zu ihren Beiständen gehörten der Aarauer Seidenbandfabrikant Johann Rudolf Meyer und danach der Regierungsrat Johannes Herzog. Trotz den grossen Beschränkungen gelang es Franziska von Hallwil, ihr gesellschaftliches Ansehen zu wahren und ihre Beziehungen aufrechtzuerhalten.
Die Gründe für die Geschlechtsvormundschaft sind nicht ganz geklärt. Argumentiert wurde mit dem Schutz der Frau, doch waren wohl vor allem ökonomische Gründe massgeblich: Der Familienvorstand sollte weiterhin frei über das Familienvermögen verfügen und es zugunsten männlicher Erben zusammenhalten können. Auch könnte man die Geschlechtsvormundschaft als Mittel der kommunalen Armenpolitik sehen; die Kommunen sollten nicht durch verarmte Frauen belastet werden.
Während die Geschlechtsvormundschaft in Teilen der Deutschschweiz wie im Aargau noch lange Bestand hatte, existierte sie in Zürich und in der Westschweiz schon vor der Revolution nicht, und in den angrenzenden deutschen Gebieten wurde sie im Zuge der Revolution abgeschafft.
Das Allgemeine Bürgerliche Gesetzbuch im Aargau von 1847 hielt noch an der Geschlechtsvormundschaft fest. Doch 1863 hielt das Aargauer Obergericht fest, dass die Geschlechtsvormundschaft ihren angeblichen Zweck verfehlt habe: Zum einen hätten Vormünder nicht selten aus Fürsorge für die Frau, sondern im eigenen Interesse gehandelt. Zum anderen habe die Vormundschaft die Rechtslage immer wieder verkompliziert, weil Frauen ihre Rechtsgeschäfte leicht mit der Begründung anfechten konnten, der Beistand habe keine Genehmigung erteilt. 1866 führte der Regierungsrat eine Umfrage unter den Bezirksämtern und Gemeinderäten zur Geschlechtsvormundschaft durch. Als Gründe für deren Beibehaltung wurden genannt: Die Frauen verlangten keine Abschaffung und seien in geschäftlichen Dingen zu wenig erfahren, um hier kompetent handeln zu können; es gebe zu viele naive und gutmütige Frauen, und die Geschlechtsvormundschaft beschütze sie vor Betrug. Die Gegenseite argumentierte zum einen mit der Situation in anderen Kantonen, zum anderen mit einem anderen Frauenbild: Frauen seien Männern im Bereich Sparsamkeit überlegen und zeigten nicht selten mehr Scharfsinn als diese. Beistände seien in vielen Fällen untätig, untüchtig und sogar eigennützig gewesen. Der Regierungsrat urteilte, dass die Nachteile überwogen. Ab 1867 lockerte man die Vorschriften und hob die Geschlechtsvormundschaft 1877 ganz auf.
1881 endete die Geschlechtsvormundschaft auch auf nationaler Ebene. Von da an waren unverheiratete Schweizerinnen mit Erreichen der Volljährigkeit ebenso wie die Männer persönlich handlungsfähig und rechtlich unabhängig, doch verloren die Frauen bei einer Heirat dieses Recht wieder.

### Eheliche Vormundschaft
Neben der Geschlechtsvormundschaft existierte auch die eheliche Vormundschaft: Verheiratete Frauen blieben politisch und zivilrechtlich lebenslang unmündig. Der Ehemann war Familienoberhaupt, bestimmte den Wohnsitz, und von ihm erhielt die Frau Namen und Bürgerrecht. Er verwaltete das Vermögen, auch das der Frau. Das kantonale Ehegesetz von 1847 verschlechterte die Situation vieler Ehefrauen im Aargau sogar: Es verschmolz das Vermögen, das eine Frau mit in die Ehe brachte oder später erwarb, mit dem des Mannes zu einer Einheit. Über diese konnte der Mann frei verfügen. Im alten Berner Aargau war dies schon vor 1798 so gewesen, die übrigen Teile des heutigen Kantons aber hatten das Frauengut besser geschützt. Nach dem neuen Ehegesetz waren auch die bis dahin häufigen frauenfreundlicheren Abweichungen von dieser Regelung nicht mehr möglich.
Allerdings räumte das Ehegesetz der Frau für die Hälfte ihres eingebrachten Gutes ein Pfandrecht auf das Vermögen des Mannes ein. Noch bis zur Revision des Eherechts 1988 waren Frauen in rechtlichen und finanziellen Angelegenheiten an die Zustimmung ihres Ehemannes gebunden.

### Das Heimatrecht von Frauen und Versuche politischer Einflussnahme
Ein Bürgerrecht bedeutete für Frauen nach 1798 kein Recht auf politische Teilhabe, sondern nur die Heimatberechtigung in einem Kanton und einer Gemeinde, die auch ein Recht auf Armenunterstützung enthielt. Allerdings war diese nur über ihren Ehemann oder Vater garantiert. Somit konnte die Heimatberechtigung leicht verloren werden: Mit einer Heirat verlor eine Frau nämlich ihr vom Vater geerbtes Heimatrecht. Sie durfte es bei einer Heirat selbst dann nicht behalten, wenn sie weiterhin in derselben Gemeinde lebte. Für den Verlust wurde sie nicht entschädigt. Wenn sie einen Mann aus einer anderen Aargauer Gemeinde heiraten wollte, so musste sie in der ersten Hälfte des 19. Jahrhunderts ein zum Teil exorbitant hohes sogenanntes Weibereinzugsgeld aufbringen, um dessen Bürgerrecht zu erwerben. Noch bis 1952 verlor eine Schweizerin ihr Bürgerinnenrecht und das Recht auf Armenunterstützung, sobald sie einen Ausländer heiratete, auch wenn sie ihren Wohnort nicht veränderte.
Nach einer Scheidung musste sie mehrere juristische Schritte unternehmen, um ihr altes Bürgerrecht zurückzubekommen.
Es ist auch nachgewiesen, dass mächtige Männer in den Dörfern die Ausgaben der Armenkasse an arme Frauen kontrollierten, die vom laufenden Einkommen weder Kleider noch Arztkosten bestreiten konnten.
Quellen wie ein Beschluss der Aargauer Munizipalität vom 5. März 1799 lassen jedoch darauf schliessen, dass die Aargauer Frauen die engen Grenzen ihres Bürgerrechts voll ausschöpften und ihre Anliegen den Behörden gegenüber sehr selbstbewusst vertraten. So wehrten sie sich zum Beispiel wohl gegen die Belastung durch Truppeneinquartierungen, von denen sie direkt betroffen waren. Petitionen zur kollektiven Einflussnahme, wie sie aus anderen Kantonen bekannt sind, sind aus dem Aargau jedoch nicht überliefert.

### Rechtliche Grenzen und ihre Ausschöpfung
Wie sehr die tatsächlichen Verhältnisse von den gesetzlichen Bestimmungen abwichen, lässt sich schwer rekonstruieren. Doch gab es hier wohl durchaus Möglichkeiten: 1828 wurde zum Beispiel ein Aargauer Frauenverein gegründet, obwohl weibliche Unmündigkeit die Gründung von reinen Frauenorganisationen ausschliessen würde. Dieser kümmerte sich zwar nicht um Frauenrechte, sondern um Wohltätigkeit, aber er ist ein Beispiel dafür, dass aus dem niedergeschriebenen Recht keine voreiligen Rückschlüsse auf die tatsächlichen Spielräume von Frauen gezogen werden dürfen. Nicht nur Gesetze, sondern auch überlieferte Rollenbilder engten die Handlungsmöglichkeiten von Frauen ein. So waren in Hilfsgesellschaften, in denen sich viele Frauen engagierten, die Führungspositionen meist mit Männern besetzt, und die Leistungen der Frauen wurden in den Vereinsakten nicht vermerkt. Das Herunterspielen und Verstecken der eigenen Leistung galt als weibliches Ideal.
Einzelnen Frauen gelang es auch, Bestimmungen zum Beispiel durch Auswanderung zu umgehen. Mit wachsender Mobilität der Bevölkerung wurden die Kontrollen ausserdem immer schwieriger.

### Frauen als Kindsmörderinnen
Im Aargau wurden zwischen 1803 und 1830 insgesamt 22 Personen zum Tod verurteilt. Darunter waren zehn Männer und zwölf Frauen, davon zehn wegen Kindsmord. Drei davon wurden auch hingerichtet. Aus den Quellen geht hervor, dass auch über diese Fälle hinaus dieser Tatbestand häufig vor Gericht verhandelt wurde. Verurteilungen von Kindsvätern kamen jedoch nicht vor, obwohl diese oft die Hauptursache für die Verlassenheit der Schwangeren waren. Das Gericht blickte nur auf die Vernachlässigung oder Tötung des Neugeborenen durch die Mutter.

#### Massnahmen zur Verhinderung von Kindstötungen
Die Behörden ergriffen eine Reihe von Massnahmen, um Kindstötungen zu verhindern. So musste jede uneheliche Schwangerschaft und Geburt gemeldet werden. Als Gesetzesverstoss galt es, wenn eine Frau eine Schwangerschaft nicht anzeigte, eine Abtreibung vornehmen liess oder eine Fehlgeburt nicht meldete. Die Vaterschaft wurde von den Bezirksgerichten festgestellt und das Kind einem Elternteil zugewiesen. Nach den Vätern wurde über Bekanntmachungen im Hochobrigkeitlichen privilegierten Aargauischen Intelligenzblatt, dem späteren Amtsblick, gesucht und diese aufgefordert, vor Gericht zu erscheinen. Eine Vaterschaftsklage konnte auch von der Schwangeren eingereicht werden, aber nur, wenn der Vater nicht verheiratet oder unmündig war. Wenn einer solchen Klage stattgegeben wurde, bekam das Kind den Namen und Bürgerort des Vaters, und er musste für den Unterhalt des Kindes sorgen. War er jedoch dazu finanziell nicht in der Lage, verlagerte sich die Pflicht auf die Mutter.
Ausserdem wurde die Ausbildung der Hebammen vom Kanton stärker kontrolliert. 1804 wurde in Zofingen eine öffentliche Hebammenschule gegründet. Bewerberinnen mussten sich vom Gemeinderat einen tadellosen Lebenslauf bestätigen lassen, und der Bezirksarzt prüfte ihre körperliche und geistige Eignung für den Beruf. Hebammen waren den Behörden untergeordnet. Dies sollte dem Staat umfangreichere Kontrollmöglichkeiten bei Totgeburten verschaffen, um Fehlgeburten von Abtreibungen unterscheiden zu können.

#### Ehehindernisse als Ursache für Kindstötungen
Bis zur Helvetik waren im Aargau Heiratsverbote und Ehegerichte, die Urteile über die Moral fällten, üblich. Mit den neuen bürgerlichen Freiheiten waren sie nicht in Einklang zu bringen. Doch spätestens im Hungerjahr 1817 war das starke Wachstum der Bevölkerung in Notzeiten zu einem gravierenden Problem geworden. Als Gegenmittel wurden unter anderem Zwangsarbeitsanstalten, Abschiebungen nach Amerika und ein Bettelverbot diskutiert, aber auch eine Heiratssperre und ein Zeugungsverbot für kranke, arme und junge Leute. Eine Beschränkung der Ehefreiheit erschien nun wieder gerechtfertigt.
Die Behörden verschlossen die Augen davor, dass Ehehindernisse die Versorgungslage vieler Frauen so verschlechterte, dass diese aus materieller Not und sozialer Ausgrenzung heraus keinen anderen Weg als die Kindstötung sahen. Frauen aus ärmeren Schichten wurden durch Bestimmungen an der Ehe gehindert, die Verpflichtung der Kindsväter zur Ehe mit der Mutter wurde abgeschafft, und die moralische Schuld lastete auf den Müttern. Im ersten Aargauer Ehegesetz von 1826 sind folgende Ehehindernisse aufgeführt, die für die arme Bevölkerung die Ehe unmöglich machten, auch wenn die meisten von ihnen nur temporär waren:

«1. noch nicht zurückbezahlte Armenunterstützung für sich oder Verwandte;
2. Mangel an Gewähr, die Familie zu ernähren;
3. Konkurs;
4. Trauerzeit (nur Witwen);
5. Weibereinzugsgelder von 20–100 Franken für Auswärtige;
6. Heiratsgelder von 16–24 Franken;
7. Bezahlung von Bewaffnung und Ausrüstung bei Wehrpflichtigen;
8. Vermögensnachweis für kantonsfremde Frauen;
9. Pflanzung von sechs Bäumen auf Gemeindeland;
10. Erfüllung der kirchlichen Vorschriften (wie Taufschein, Brautexamen, bei Ausländerinnen Sittenzeugnis)»

Erst mit der revidierten Bundesverfassung von 1874 wurden die meisten dieser Ehehindernisse aufgehoben.

## Wirtschaftliche Lage

### Arbeitsbedingungen

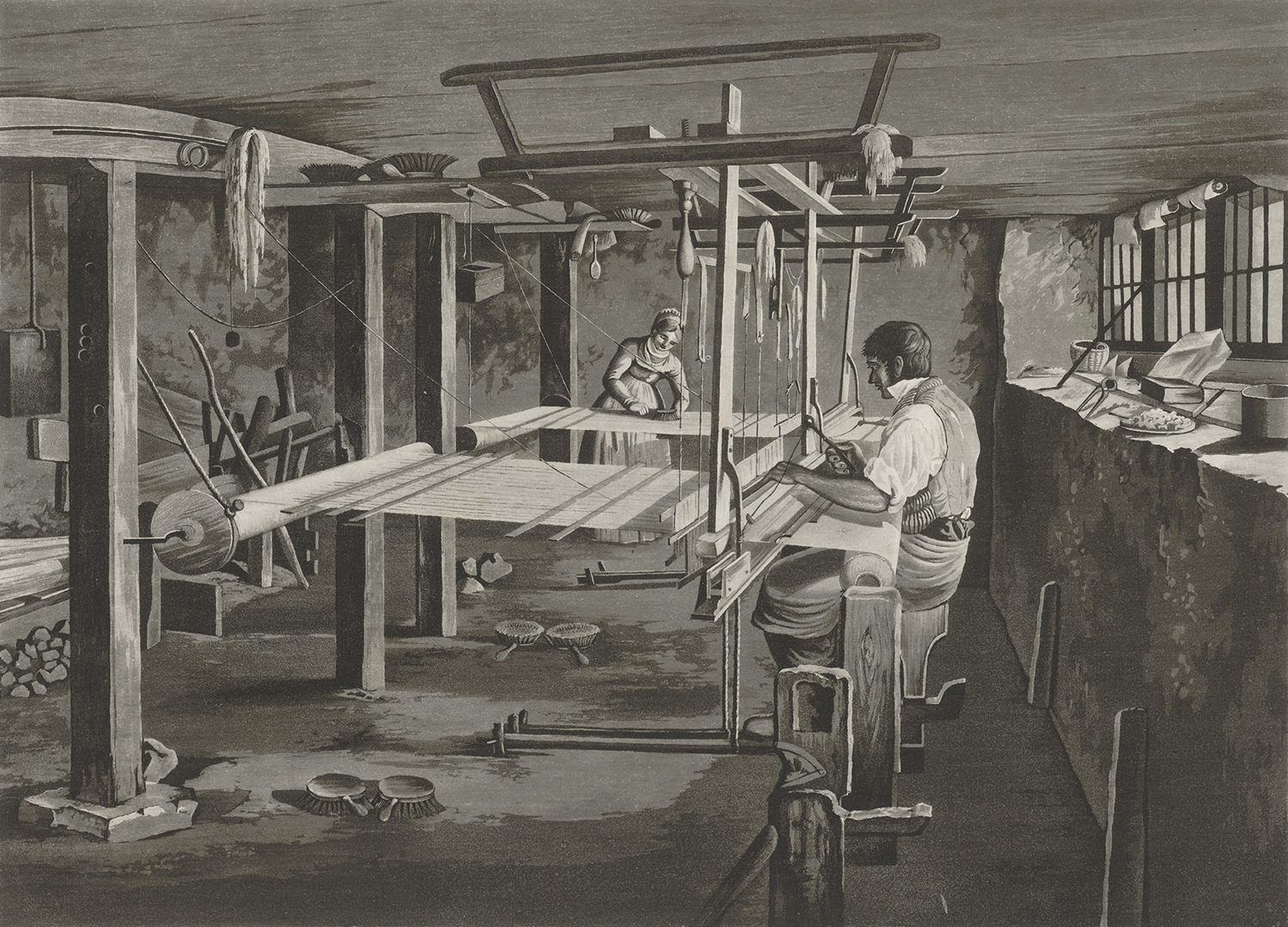
Webkeller im Kanton Appenzell, zwischen 1800 und 1900; typisch für den Kanton Aargau war das Weben von Bändern

Die Strukturkrise in der ersten Hälfte des 19. Jahrhunderts, die in Handwerk und Landwirtschaft wesentliche Veränderungen bewirkte, betraf Frauen anders und stärker als Männer. Bis zum Ende des 19. Jahrhunderts war die Textilindustrie (Spinnen, Weben, Stricken) in der Schweiz die wichtigste Branche. So arbeiteten in vielen Tälern vor der Industrialisierung Frauen zu Hause als Handspinnerinnen. Im frühen 19. Jahrhundert begann die Mechanisierung der Textilindustrie, die diese Arbeitsplätze vernichtete. Das Überleben von Frauen der unteren Schichten war in dieser Zeit nur als sozial und wirtschaftlich abhängige, nicht aber als selbständige Existenz möglich. Es mussten zwei Elternteile und die Kinder mitverdienen, um die Familie ernähren zu können. Der Unternehmer Johann Georg Hunziker errichtete in Aarau 1828/1829 eine Spulerei, Zwirnerei und Färberei. Die Reallöhne der Arbeiterinnen für eine Schicht von 14 bis 16 Stunden schwankten, sanken aber in Krisenzeiten wie etwa 1816/1817 auf den Wert von einem Pfund Brot für eine Woche, was kein unabhängiges Leben ermöglichte. Von den bis zu 250 Arbeiterinnen waren anfangs die meisten 13-jährige Mädchen aus Dörfern am Südfuss des Jura, die mit einer Stunde Mittagszeit von sechs bis sechs Uhr arbeiteten und mit Sicherheit noch weniger verdienten als die Erwachsenen. 1824 versuchte der Kantonsschulrat zwar, für Kinderarbeit ein Mindestalter von zehn Jahren und eine Höchstarbeitszeit für Kinder von elf Stunden täglich zu erreichen, konnte sich aber nicht durchsetzen.

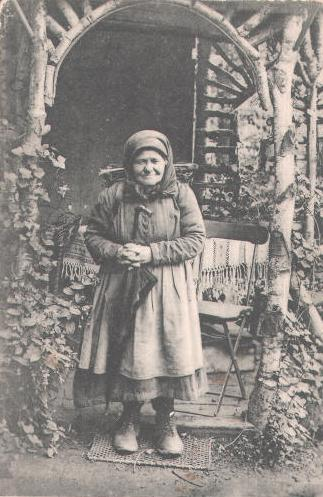
Hausiererinnen transportierten ihre Ware in Tragkörben und gingen von Haus zu Haus

Ein grosser Teil der Frauen, die überhaupt Arbeit hatten, waren Mägde und Dienstbotinnen, bei denen die Wohnung an den Arbeitsplatz geknüpft war. Daher drohte bei Arbeitslosigkeit auch der Verlust der Wohnung. Dies setzte die Frauen der Gefahr des sexuellen Missbrauchs aus, und als Entehrte war es noch viel schwieriger, Arbeit zu finden.
Viele Frauen wurden zu Hausiererinnen oder Bettlerinnen, doch das Umherziehen führte zu sozialer Stigmatisierung und behördlicher Verfolgung, die zu einer Verurteilung wegen Vagabundierens oder Verstosses gegen das Bettelverbot und in der Folge zu einer Einweisung in eine Arbeitsanstalt führen konnten.

### Bedeutung der Unterstützung
Die staatliche Armenfürsorge im Aargau gewährte sogenannten würdigen Armen Unterstützung. Dazu gehörten diejenigen, die unverschuldet in eine Notlage gekommen waren, aus der sie sich nicht selbst durch Arbeit befreien konnten, etwa Witwen und böswillig verlassene Ehefrauen mit Kindern. Sogenannte unwürdige Arme aber mussten notfalls zu Zwangsarbeit in Arbeitsanstalten gebracht werden. An der Armut änderte diese Linie nur wenig. So waren 1836 im Bezirk Aarau über 20 Prozent der Bevölkerung unterstützungsbedürftig.
1843 gründeten Frauen in Aarau die Kranken-Unterstützungs-Gesellschaft für Frauen und Töchter der Stadt Aarau. Beitrittsberechtigt waren gesunde Frauen «von guter Aufführung» zwischen 20 und 60 Jahren. Neben einer einmaligen, nach Alter gestaffelten Aufnahmegebühr wurde ein wöchentlicher Beitrag von einem Batzen verlangt. Nach mindestens sechs Monaten Mitgliedschaft konnte bei Krankheit je nach Dauer ein wöchentliches Krankengeld bezogen werden, das bei kurzen Krankheiten vier Franken pro Woche betrug, bei Krankheiten im zweiten Jahr jedoch nur noch einen Franken.

### Rolle der Frauenarbeit in Unter- und Mittelschicht
Während Buben über eine Berufsausbildung zur Selbständigkeit finden sollten, wurden Mädchen gemäss dem Aargauer Schulgesetz von 1835 in Hausarbeit unterrichtet, also auf eine Existenz als Ehefrauen hin erzogen. Frauen der Mittelschicht konnten im Schuldienst als Lehrerinnen arbeiten, in Notzeiten wurden Frauen auch in Hilfskomitees für das Sammeln von Spenden und das Kochen von Suppe gebraucht. Frauen aus der Unterschicht waren gezwungen, eine Erwerbsarbeit anzunehmen, während Frauen aus anderen Schichten durch eine ehrenamtliche Tätigkeit im Wohltätigkeitsbereich an Ansehen gewannen, solange sie sich innerhalb dieser Bereiche bewegten. Da die gemeinnützig arbeitenden Mittelschichtfrauen jedoch die gravierende soziale Ungerechtigkeit kaum hinterfragten, kann ihr Einsatz für andere Frauen keinesfalls pauschal als Frauensolidarität gewertet werden. Zahlreiche lokale Gründungen von Frauenvereinen integrierten Frauen rollenkonform ins öffentliche Wohlfahrtswesen, doch erhielten die Frauen keinerlei politischen Einfluss.

## Bildung
Bis zur Wende vom 18. zum 19. Jahrhundert war weibliche Bildung vom gesellschaftlichen Stand abhängig: Adel und gehobenes Bürgertum beschäftigten für ihre Töchter Hauslehrer. In diesen Kreisen wurde die Forderung nach Schulen für Mädchen aus dem Bildungsbürgertum, etwa Töchter von Lehrern und Pfarrern, und Handwerkerfamilien erhoben. Allerdings sollten nach den gängigen männlichen Vorstellungen Frauen zur Hausfrau erzogen und ausgebildet werden; hierfür reiche der Unterricht in Primarschulen aus. Weibliche Bezirks- oder Kantonsschulen seien daher überflüssig. Für Buben seien sie jedoch nützlich, damit diese Beamte, Lehrer oder Geistliche werden könnten. Dieses Geschlechtsverständnis war einseitig von den Männern gesetzt und konnte in der sich verändernden Gesellschaft nicht überleben. Zunächst wurden von Frauen private Bildungsinstitute gegründet, an denen Mädchen höhere Bildung erhalten konnten.
1787 wurde in Aarau von Anna Katharina Hunziker ein privates Töchterinstitut gegründet. Die Errichtung einer weiterführenden Schule für junge Frauen war damals sehr fortschrittlich. Das Institut bestand nur bis etwa 1789, konnte aber 1822 formell neu gegründet werden. Ab 1835 bildete das Töchterinstitut auch Lehrerinnen aus. 1873 wurde dieser Ausbildungsgang zum kantonalen Lehrerinnenseminar. Grossen Einfluss im Bildungsbereich hatte Rosette Niederer-Kasthofer, die die meisten Institutsleiterinnen ausbildete und als Pionierin der Frauenberufsarbeit gilt. Zwar lehnte sie die Leitung der neu gegründeten höheren Töchterschule im ehemaligen Damenstift auf dem Olsberg ab, doch wurde sie Direktorin von Pestalozzis Mädcheninstitut in Yverdon, wo auch aargauische Lehramts-Stipendiatinnen unterrichtet wurden. Ausserdem liessen sich bei ihr zwei Frauen aus- bzw. weiterbilden, von denen wichtige Impulse für die Aargauer Mädchen- und Lehrerinnenbildung ausgingen: Lisette Ruepp-Uttinger unterrichtete an ihrem Institut in Sarmenstorf, und ihre Nichte Josephine Zehnder-Stadlin war an der Aarauer Töchterschule und später auf dem Olsberg tätig. Lisette Ruepp-Uttingers Institut in Sarmenstorf, das Bildungsinstitut von Nanette Schmitter in Aarburg und Josephine Stadlins Bildungsanstalt für Töchter im ehemaligen Damenstift in Olsberg waren vom Kanton anerkannt.
Am Ende des 19. Jahrhunderts hatten Frauen den Zugang zu Bezirksschulen, öffentlichen Gymnasien und sogar zu den Hochschulen erreicht.